# سكين غلوك
سكين غلوك (بالإنجليزية: Glock knife)‏ هي خط إنتاج سِكين عسكرية ميدانية، صُممت وأُنتجت بواسطة غلوك جيس.إم.بي.اتش. الواقعة في دويتش-غرم في النمسا. يُمكن استخدامها كحربة، وذلك عن طريق استخدام مِقبس في الحلق (المغطى بغطاء بلاستيكي) في مُحول حربة يمكن تركيبه على بندقية شتاير أوج.

## التصميم
طُورت هذه السكاكين بالتعاون الوثيق مع القوات الخاصة جاكدكوماندو للجيش النمساوي، وهي مُناسبة للرمي.
تحتوي كلتا السكاكين على شفرات نقطية مصنوعة من صلب النابض إس ايه إي 1095 بصلابة 55 على مقياس روكويل للصلادة وهي معالجة بالفوسفات. يمنحها صلب النابض قوة إنتاجية عالية لمقاومة الصدمات الجيدة والمرونة ولكنها منخفضة المقاومة للتآكل. تصنع القبضة والأغماد من غلوك بوليمر وتتوفر بألوان الزيتون والرمل والرماد والأسود.
يتميز غلاف البوليمر بوجود مِشبك احتجاز يُثبت السكين لكي لا يفقدها الشخص، ومشبك حزام لربط السكين بحزام وجعل الفتحة في القاع.

## الأنواع
تصنع غلوك حاليًا نموذجين من السكاكين:
- سكينة الميدان 78 (Feldmesser 78)، وهو سكين ميداني كلاسيكي، مع شفرة طولها 165 ملليمتر (6.5 بوصات) وطولها كاملًا 290 ملليمتر (11 بوصة) وتزن 206 غرام (7.3 أوقية).
- سيكنة النجاة 81 (Feldmesser 81)، لها نفس الأبعاد لـسكينة الميدان 78 مع إضافة أسنان المنشار على ظهر النصل وتزن 202 جم (7.1 أونصة).

## المستخدمون
- النمسا: القوات المسلحة النمساوية
- الدنمارك: القوات البرية الدانماركية
- ألمانيا: جي إس جي9 من الشرطة الاتحادية الألمانية
- الهند:
- ماليزيا: باسوكان جيراكان خاس من شرطة ماليزيا الملكية
- بولندا: الدرك العسكري
- تايوان: القوات المسلحة لجمهورية الصين
- كوريا الجنوبية: كتيبة المهمة الخاصة 707